# تپه دازگاره ۱
تپه دازگاره ۱ در شهرستان مهدیشهر، دهستان پشتکوه، روستای دازگاره واقع شده و این اثر در تاریخ ۲۶ اسفند ۱۳۸۷ با شمارهٔ ثبت ۲۶۰۳۹ به‌عنوان یکی از آثار ملی ایران به ثبت رسیده است.